# Ressen (Nijmegen)
Ressen is een kerkdorp verdeeld over de gemeente Lingewaard en de gemeente Nijmegen in de Nederlandse provincie Gelderland. Voorheen behoorde het tot de gemeente Bemmel, die per 1 januari 2001 opging in de gemeente Lingewaard. Op 1 januari 2023 telde het dorp 3.775 inwoners, verdeeld over 1.357 woningen, met een gemiddelde WOZ-waarde van € 501.000, op een oppervlakte van 3,2 km².
De geschiedenis van het dorp gaat terug tot het begin van de jaartelling. Sporen van bewoning zijn gevonden op de twee hoger gelegen gebieden. In de eerste drie eeuwen van onze jaartelling werd Ressen bewoond door de Bataven en later door de Franken. Aan het einde van de zevende eeuw kwam Ressen in handen van de Abdij van Atrecht en spoedig daarna kreeg Ressen zijn eerste (houten) kerkje. In de middeleeuwen was Ressen een heerlijkheid.
Een gedeelte van Ressen is per 1 januari 1997 toegevoegd aan de gemeente Nijmegen, als onderdeel van de Vinex-locatie Waalsprong. Dit deel is een buurtschap die ongeveer 25 huizen telt en inmiddels als de woonwijk Ressen in Nijmegen is opgenomen. Na een milieueffectrapportage zijn nieuwbouwplannen in het gebied van Ressen afgeblazen.
De opdeling van het dorp leidde in de jaren negentig tot veel protesten van de inwoners. In 1995 werd de vereniging Dorpsbelangen Ressen opgericht die ervoor heeft geijverd om de samenhang van het dorp te behouden. De vereniging wist de bestuurlijke tweedeling niet te verhinderen
Het stuk van Ressen dat bij Nijmegen hoort bestaat uit ongeveer 25 woonhuizen en een aantal bedrijven, de groeiwijken Grote Boel en Zuiderveld (toekomstige woonwijk) worden in het zuidelijke gedeelte van het gebied gerealiseerd.
Knooppunt Ressen ligt iets ten noorden van de wijk Ressen van Nijmegen, dichter bij het dorp Ressen.

## Afbeeldingen

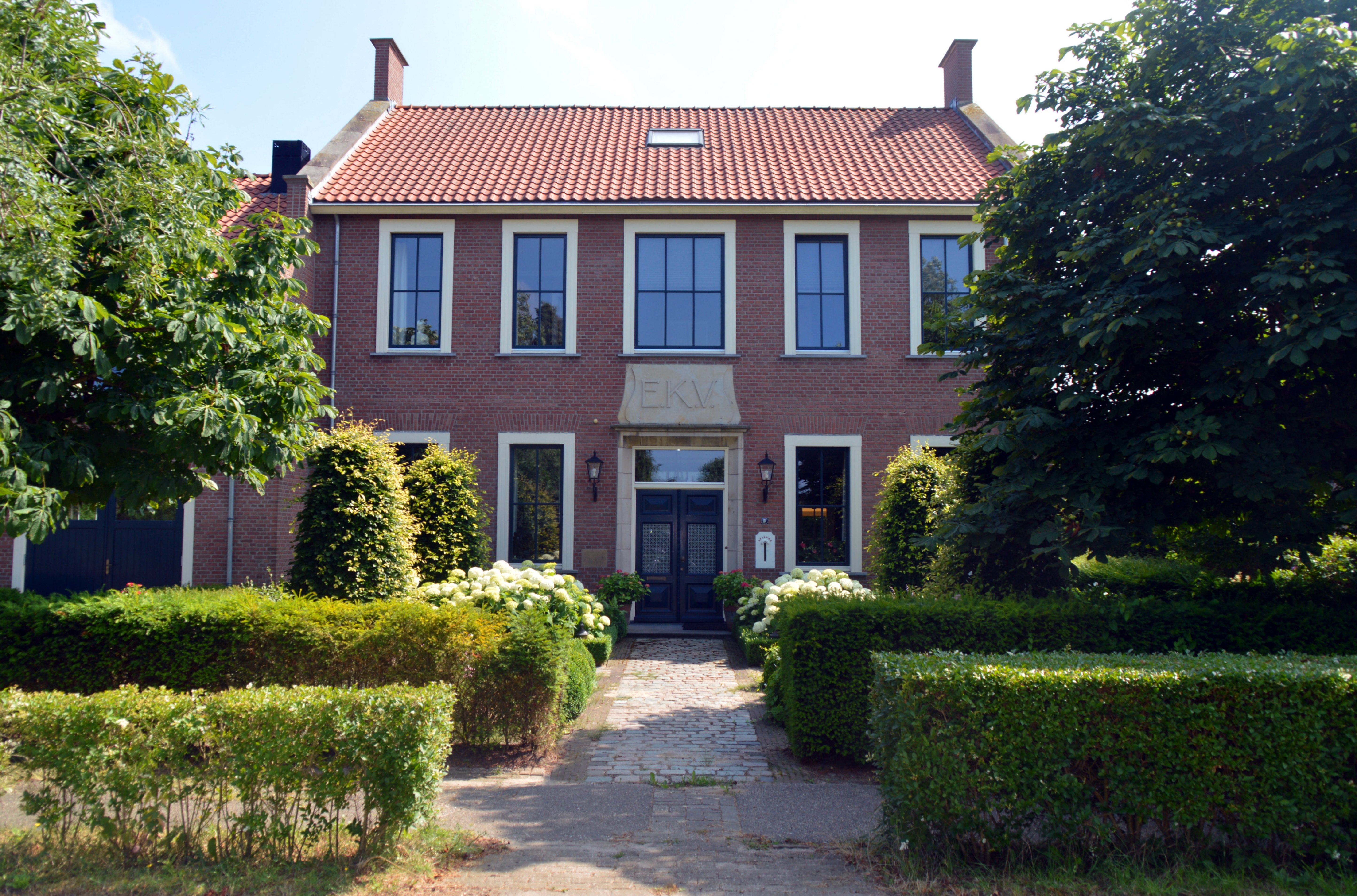
Voorgebouw van de Elster Kwekers Veiling (EKV) uit 1925
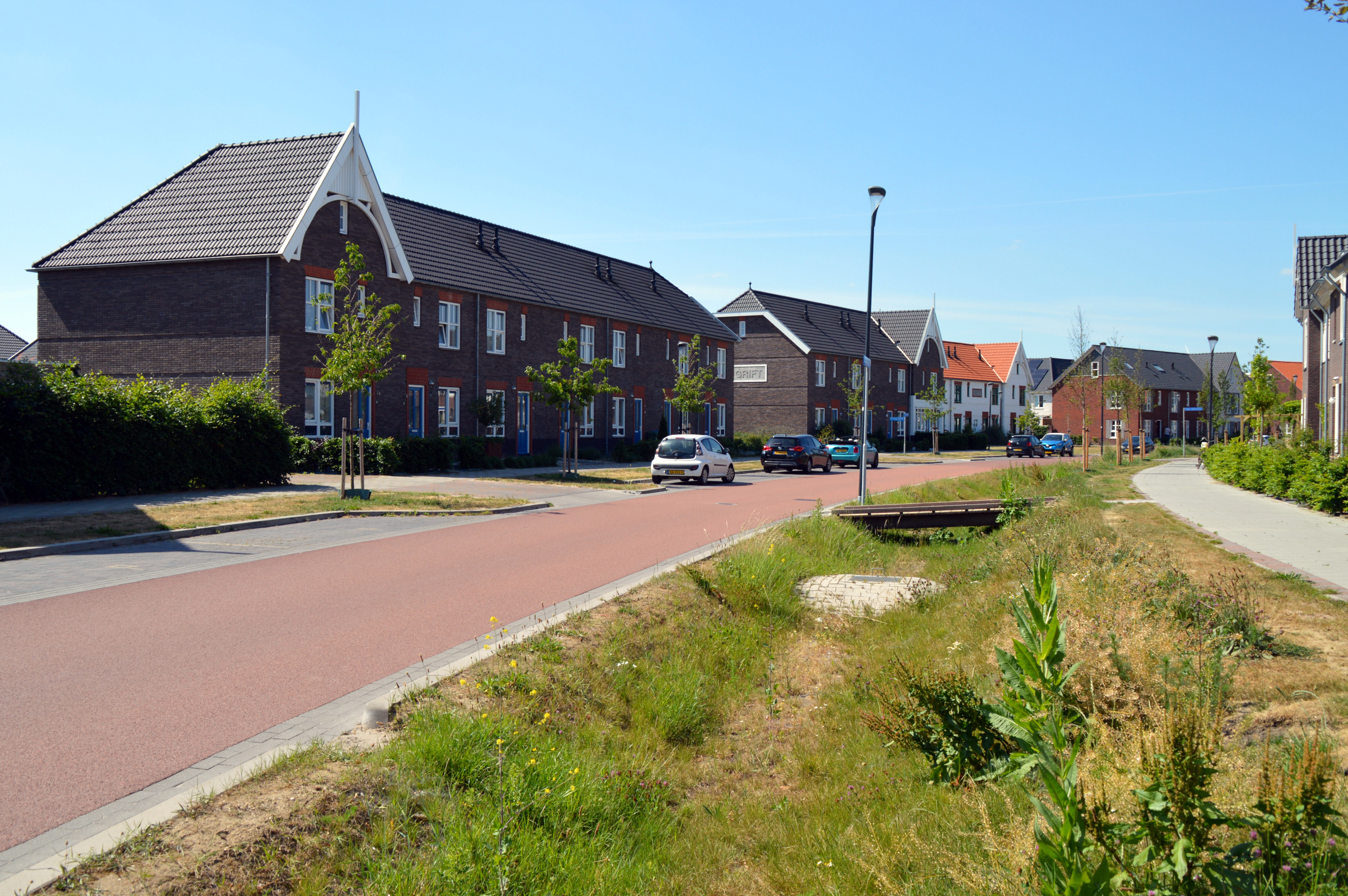
Grote Boel naar het Noorden gezien.
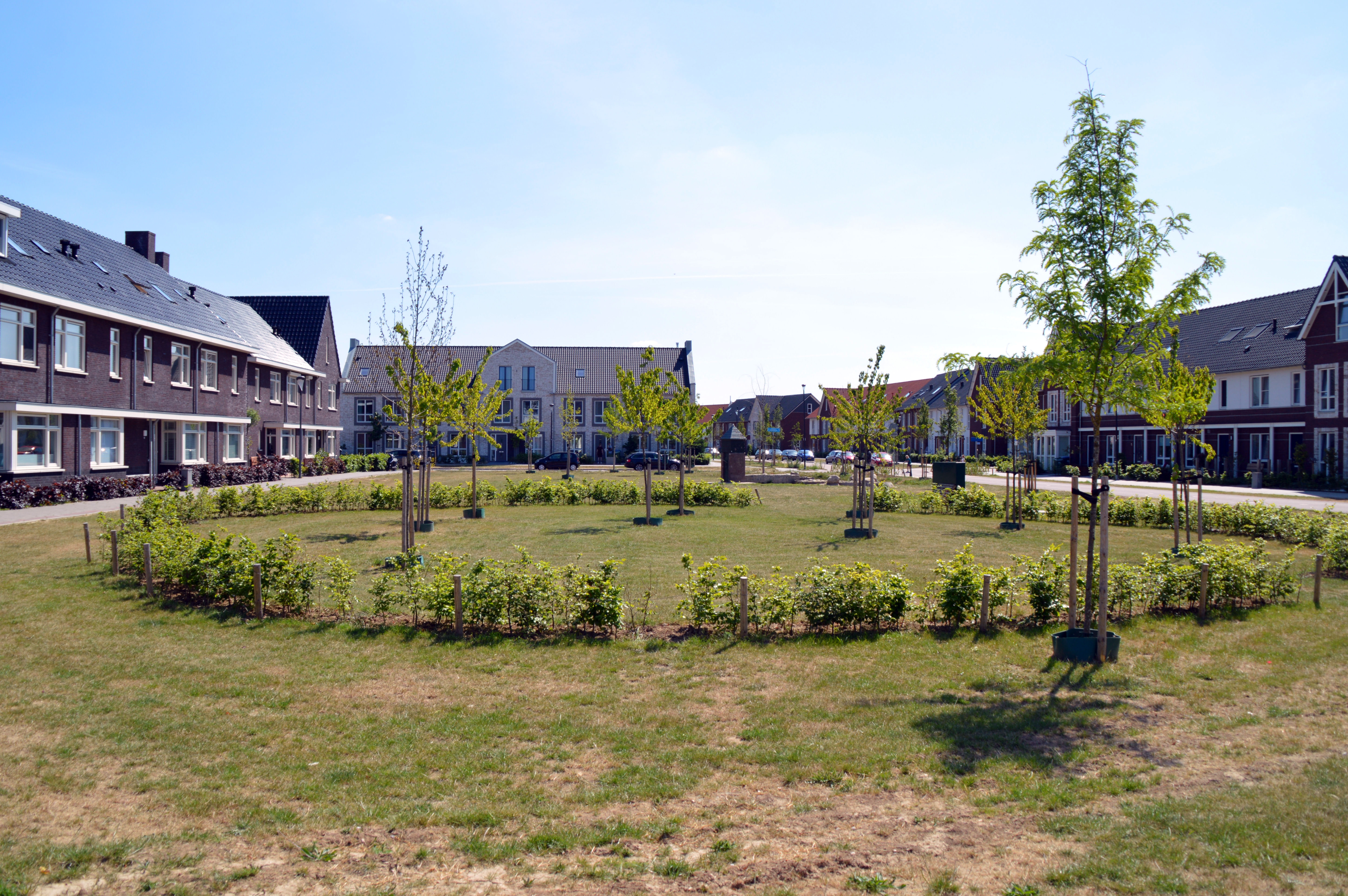
De Brink. Nijmegen Ressen
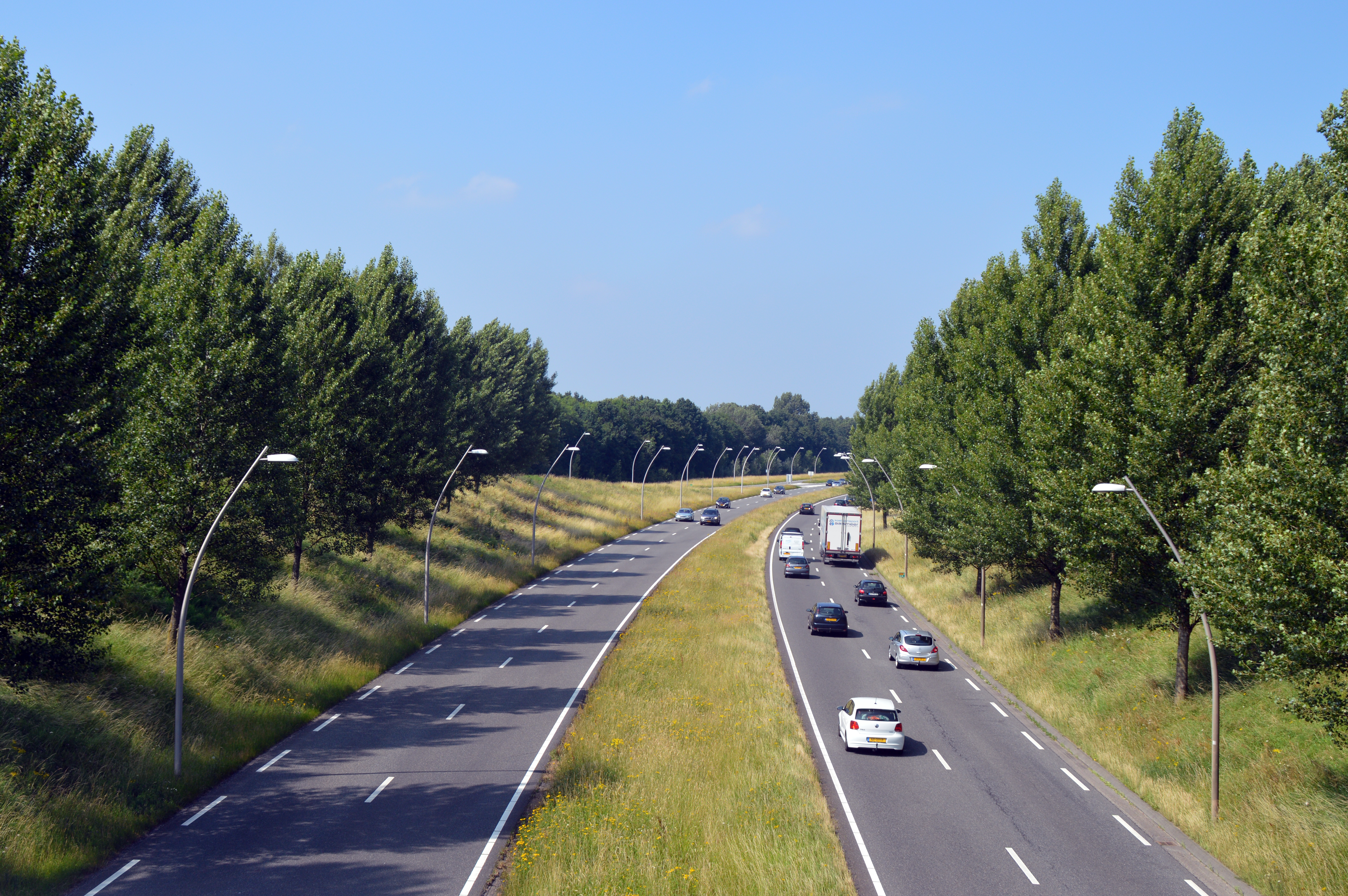
N325 ten zuiden van Knooppunt Ressen
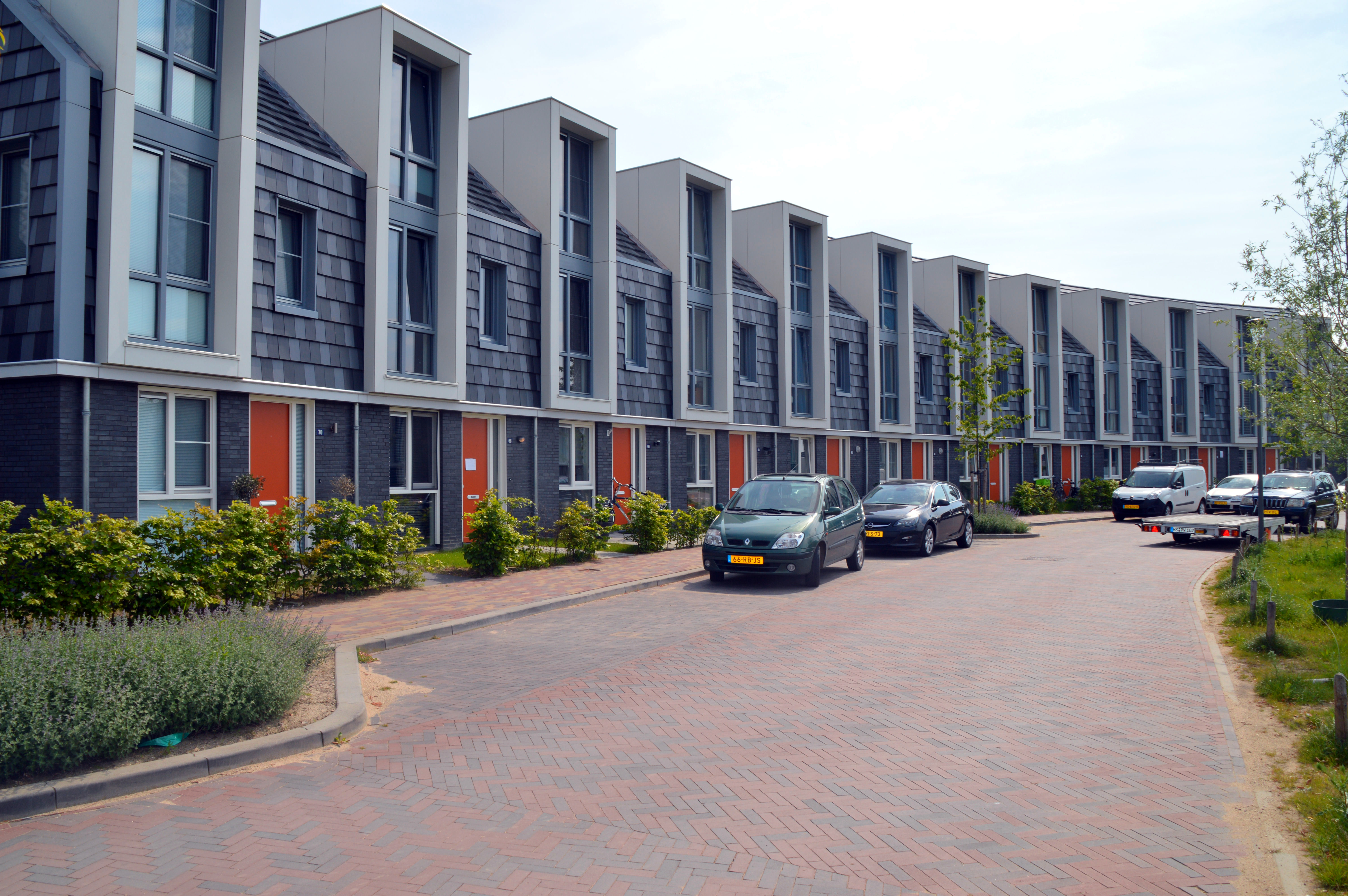
Simon Carmiggeltstraat
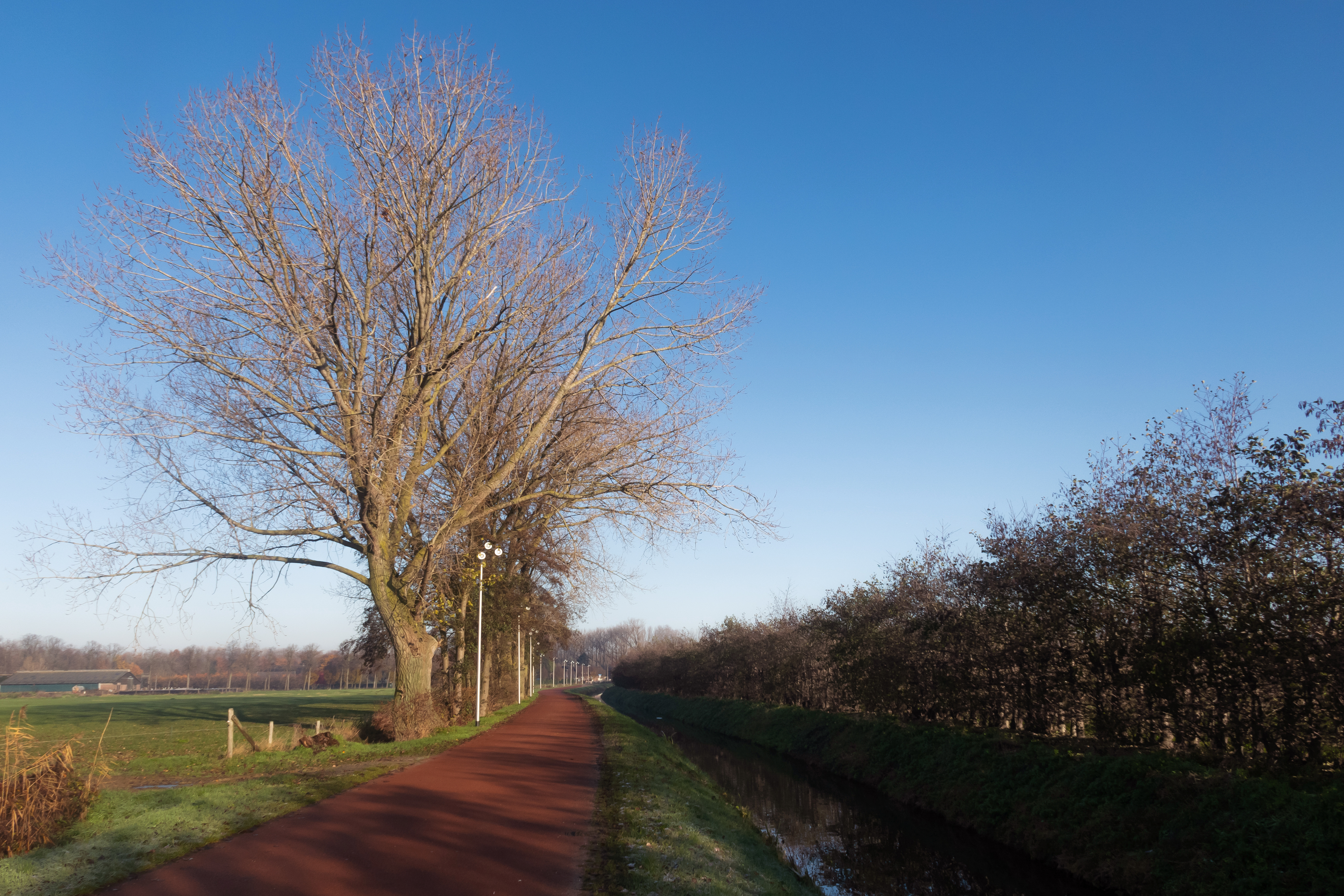
Bomen aan de Zwarteweg
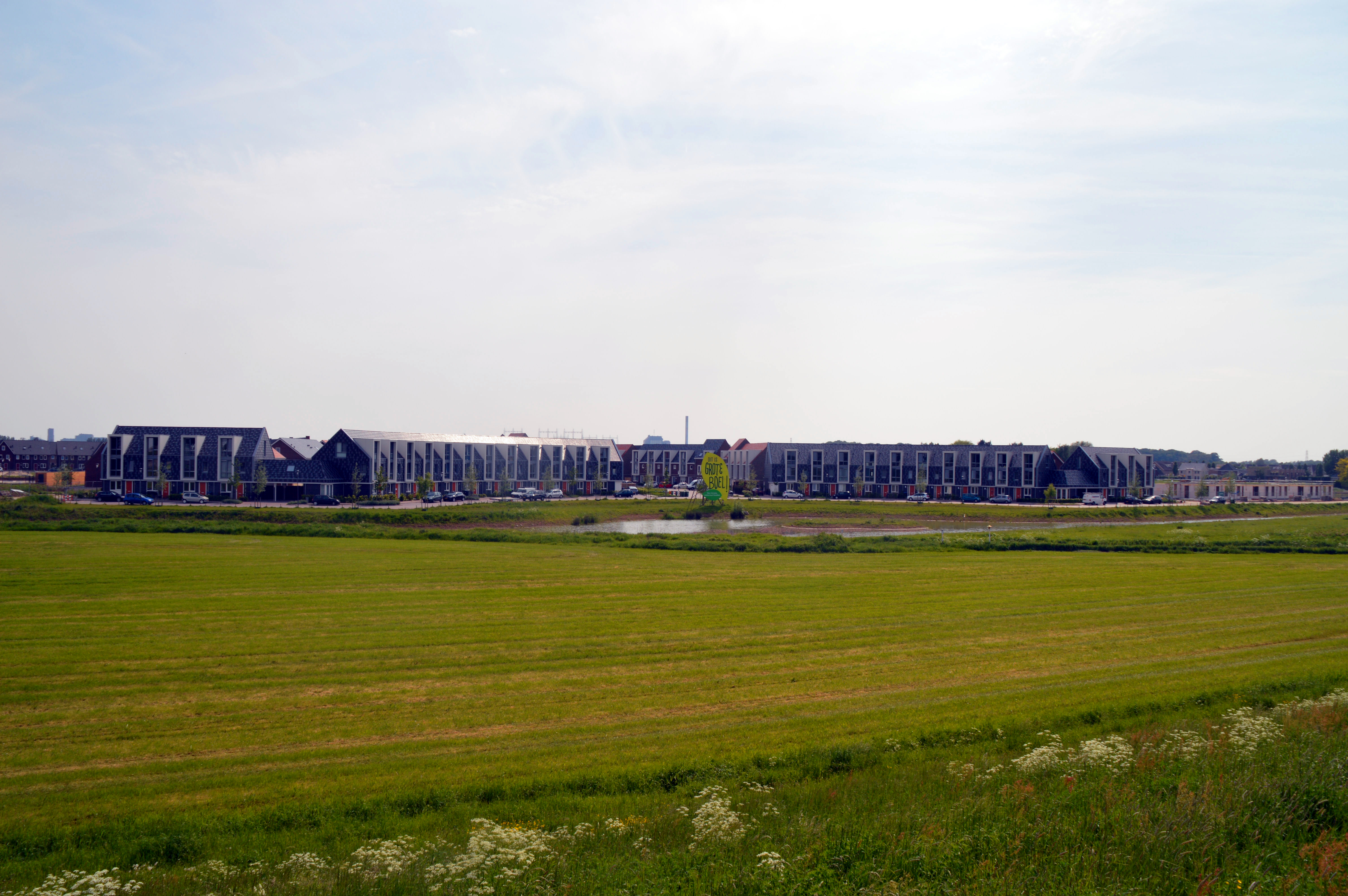
Grote Boel
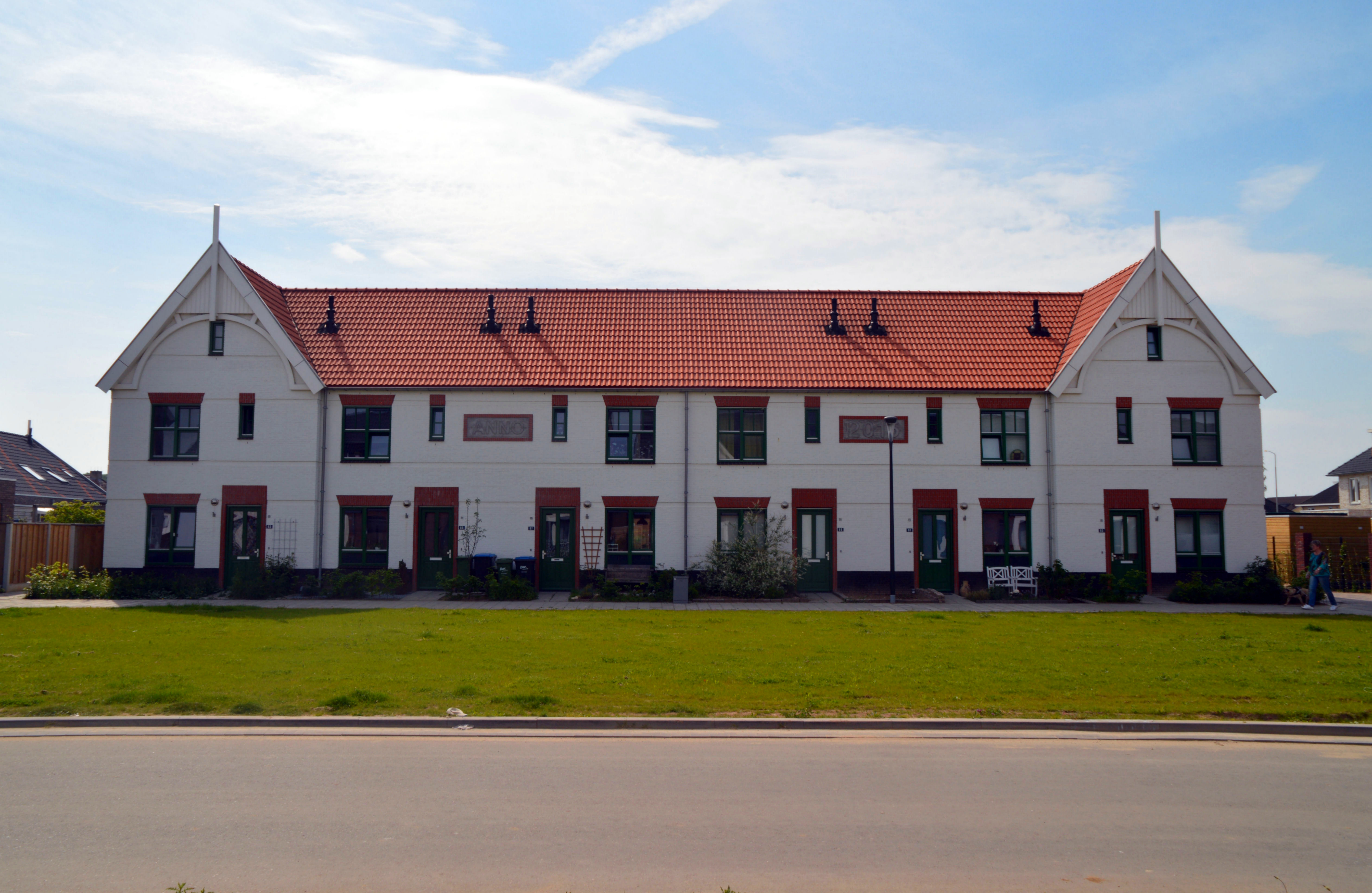
Grote Boel straat
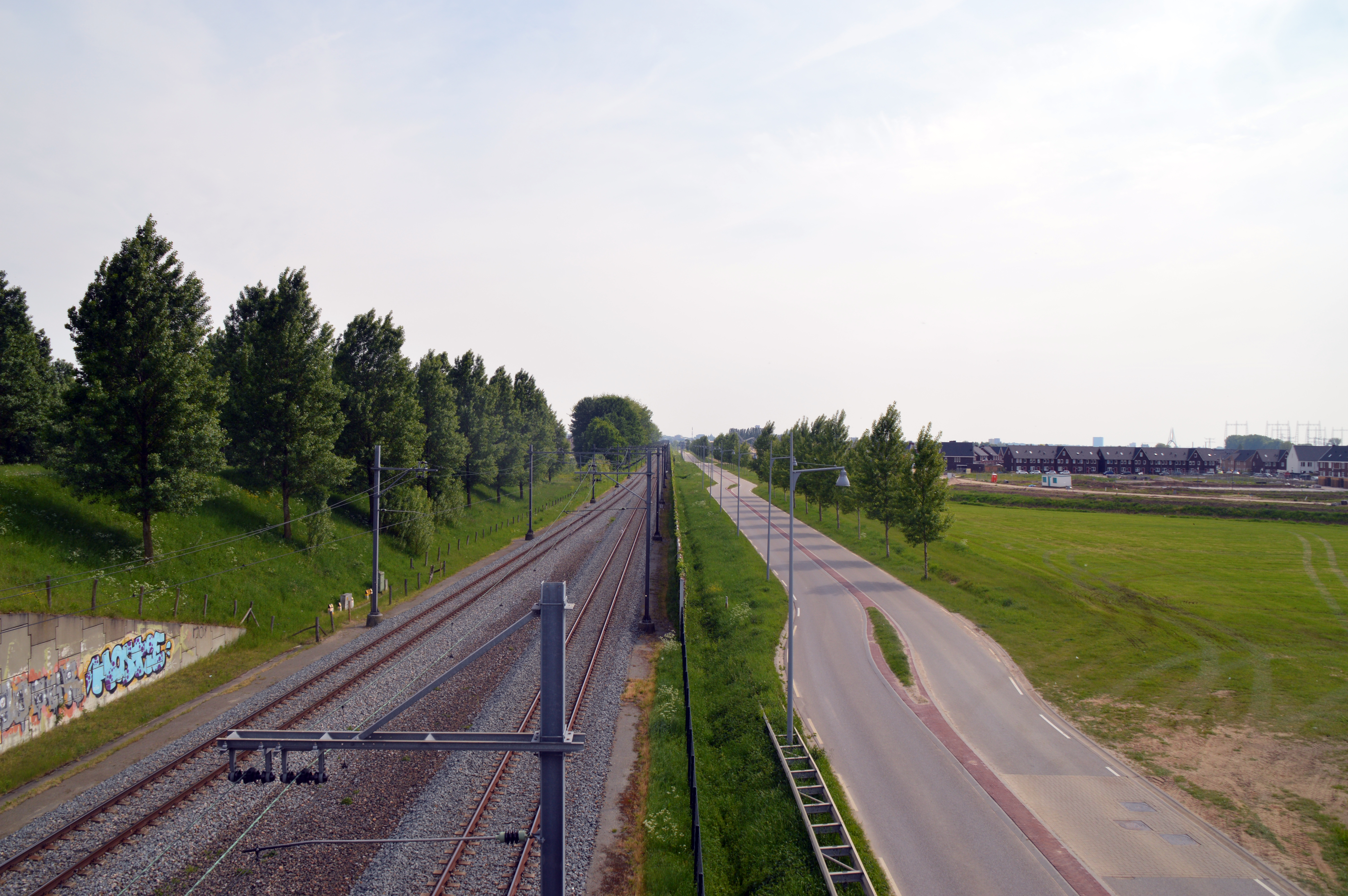
Margaretha van Mechelenweg met de treinverbinding Arnhem-Nijmegen
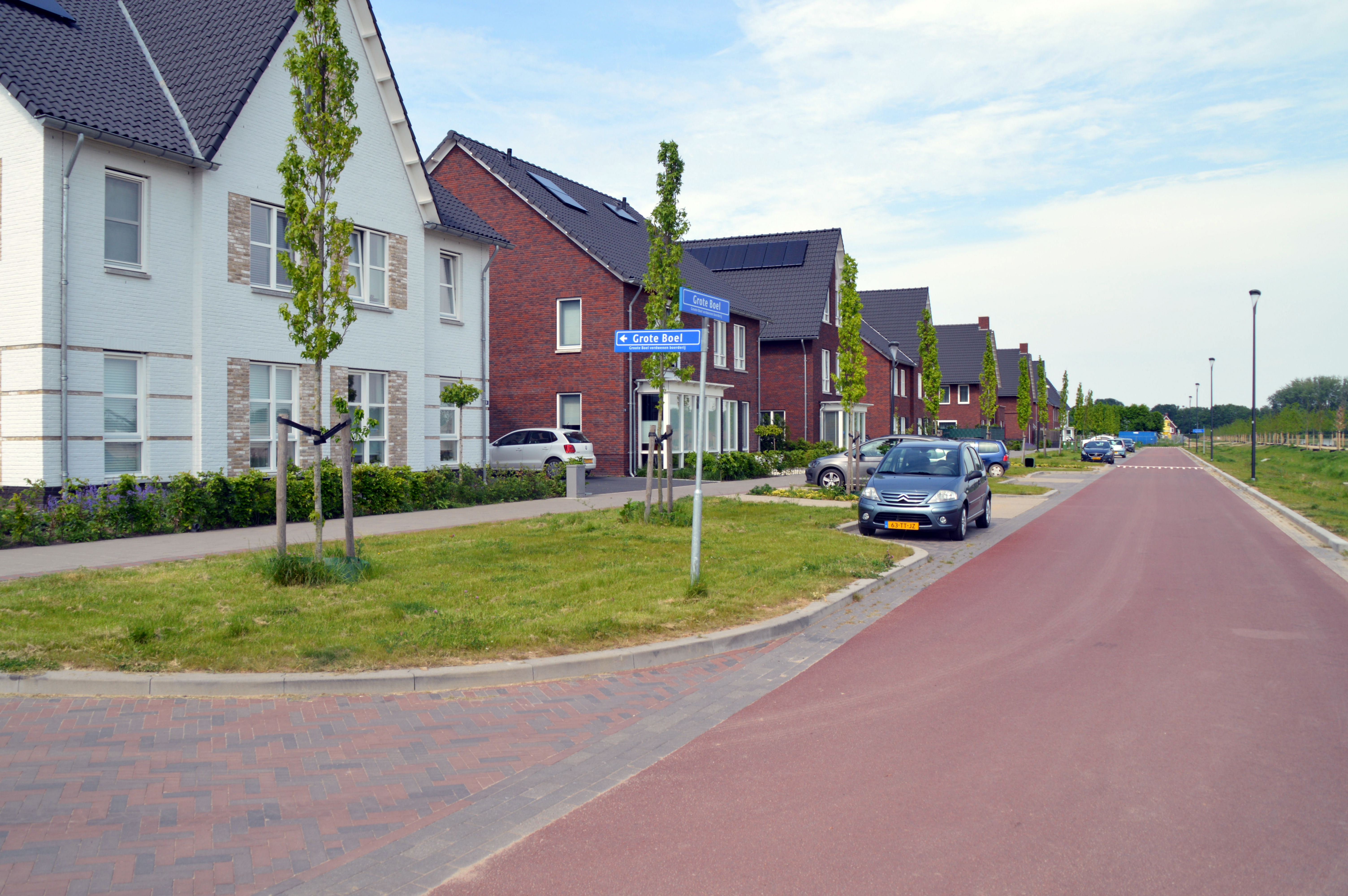
Grote Boel
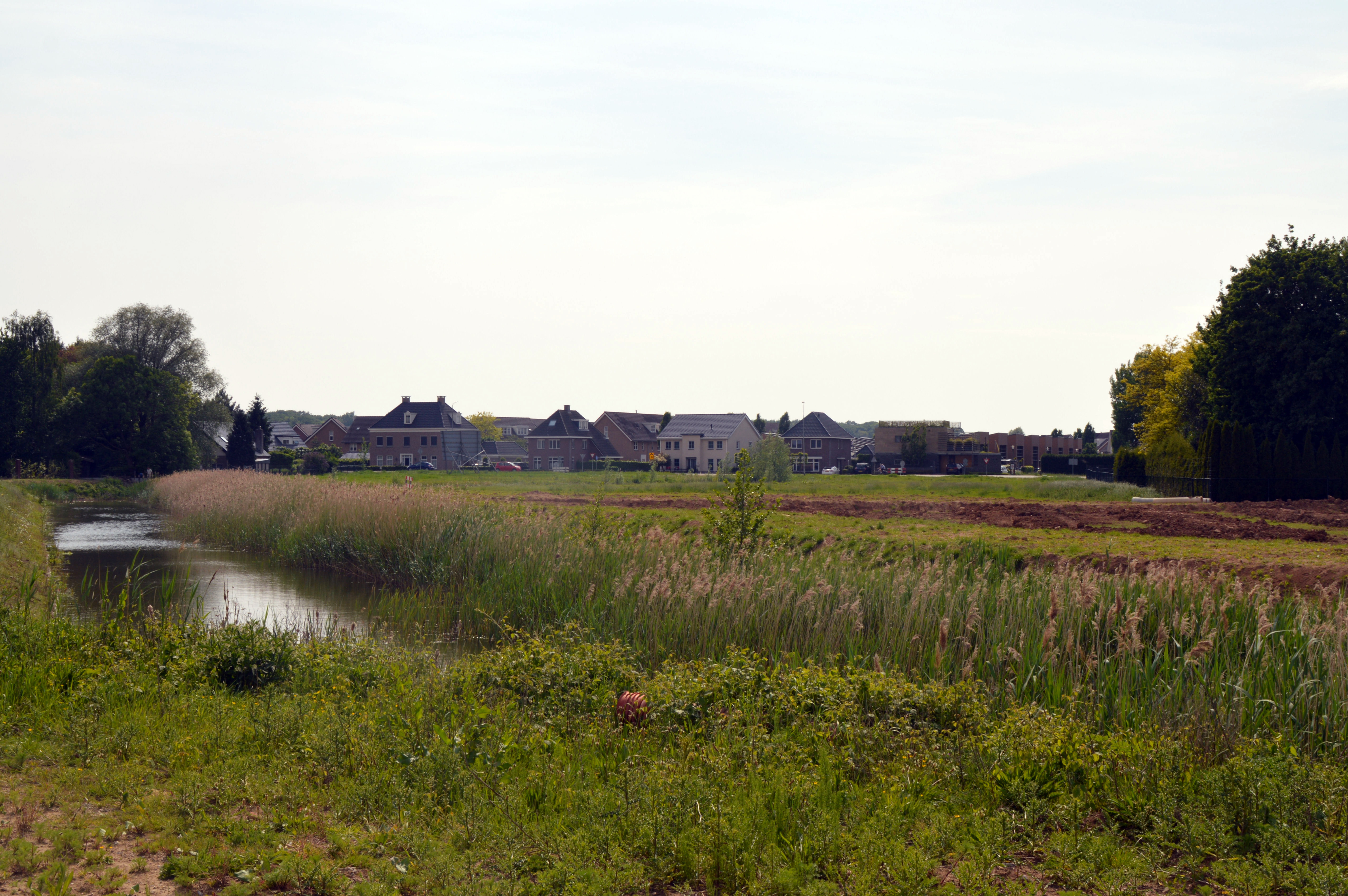
Nieuwbouw